# Changzuiornis
Changzuiornis is een geslacht van uitgestorven vogels uit het Vroeg-Krijt van het huidige China, behorend tot de Ornithuromorpha. De enige benoemde soort is Changzuiornis ahgmi.

## Vondst en naamgeving
Bij het dorp Sihedang nabij Lingyuan in Liaoning werd een vogelskelet opgegraven. Dat werd verworven door het Anhui Gushengwu Bowugan, het paleontologisch museum van Anhui.
In 2016 werd de typesoort Changzuiornis ahgmi benoemd en beschreven door Huang Jiandong, Wang Xia, Hu Yuanchao, Liu Jia, Jennifer A. Peteya en Julia A. Clarke. De geslachtsnaam combineert het Chinees chángzuì, 'de langste', een verwijzing naar het feit dat het dier de langste snavel heeft van alle bekende Chinese vogels uit het Onder-Krijt, met het Oudgrieks ὄρνις, ornis, 'vogel'. De soortaanduiding is een genitief van het acroniem AHGM, het Anhui Geological Museum, de officiële Engelse naam van het museum, waarbij An-Hui weer als twee woorden werd gezien.
Het holotype AGB5840 is vermoedelijk gevonden in een laag van de Jiufotangformatie die dateert uit het Aptien. Het bestaat uit een vrijwel volledig skelet met schedel, platgedrukt op een enkele plaat. Het skelet ligt in verband. Resten van het verenkleed en gastrolieten zijn bewaard gebleven. Het betreft een volwassen exemplaar.
Het is door de beschrijvers gesuggereerd dat Changzuiornis een jonger synoniem is van het geslacht Juehuaornis. Michael Mortimer achtte het waarschijnlijk dat de twee taxa ook op soortniveau identiek waren en dat het slechts zou gaan om een verschil in rijping waarbij Changzuiornis ahgmi het volwassen dier vertegenwoordigde.

## Beschrijving

### Grootte en onderscheidende kenmerken
Changzuiornis behoort tot de grotere vogels uit Liaoning met een vleugelspanwijdte van ruwweg een halve meter.
Een unieke combinatie van op zich niet unieke kenmerken werd vastgesteld. De snuit is langwerpig met meer dan 60% van de schedellengte. De lengte van de snuit wordt grotendeels gevormd door het bovenkaaksbeen. Het bovenkaaksbeen is tandeloos. De onderkaak heeft vele kleine tandjes. Het vorkbeen is U-vormig. Het derde middenhandsbeen is even lang als het tweede middenhandsbeen. De carpometacarpus is onderaan en bovenaan vergroeid. De tibiotarsus is geheel vergroeid. Het tweede kootje van de tweede vinger is langer dan het eerste kootje. In de hoofdtekst werd een autapomorfie gesuggereerd: de tanden beperken zich tot het achterdeel van het dentarium.

### Skelet
De snavel is met een lengte van achtenveertig millimeter zeer langgerekt en licht naar beneden gebogen. De basis ervan is nog relatief hoog. De snuit beslaat in feite 68 procent van de lengte van de schedel. De snuit wordt zoals bij de meeste vogels uit het Mesozoïcum grotendeels gevormd door het bovenkaaksbeen, niet de praemaxilla. De beschrijvers meenden een septum internariale te kunnen waarnemen, een van de gedeelde beennaad van de neusbeenderen neerdalend tussenschot in de lengterichting. Indien correct is dit het eerste dat van een vogel uit het Mesozoïcum bekend is.
De onderkaken volgen de kromming van de snuit maar zijn iets rechter. Een stuk bot voor de punt van de onderkaken werd geïdentificeerd als een predentarium zoals ook gemeld bij Hongshanornis. De praemaxillae zijn in ieder geval tandeloos. Meer naar achteren bij de kaken zijn zeven smalle ongekartelde tandjes waarneembaar. Bij een ervan leek een verbinding met het dentarium waar te nemen; daaruit concludeerde men dat de bovenkaken tandeloos waren. Van het tongbeenapparaat zijn twee gebogen ceratobranchialia zichtbaar. Een lager gelegen klein losliggend botje is misschien een basohyale.
De nek is lang, vooral door een rekking van de middelste halswervels. Het aantal halswervels bedraagt elf of twaalf. De voorste halswervels hebben zadelgewrichten. De nekribben zijn lang. Er zijn ongeveer tien ruggenwervels. Ze zijn amfiplat. Ze hebben pleurocoelen en lange doornuitsteeksels. Het verbeende uiteinde van de staart, de pygostyle, is kort en sterk overdwars afgeplat.
Het schouderblad heeft een lange haakvormige processus acromialis. Het ravenbeksbeen heeft een grote plaatvormige processus procoracoideus maar een vrij klein buitenste zijuitsteeksel. Het vorkbeen is U-vormig en dun, zonder voorste uitsteeksel. Vijf grote maagstenen of gastrolieten, met een doorsnede van drie centimeter, zijn zichtbaar in de buikholte.
De deltopectorale kam beslaat ruim het derde bovenste deel van de schachtlengte, de breedte verdubbelend. De ellepijp is slechts licht gebogen. Her derde middenhandsbeen is veel smaller dan het tweede. De eerste en tweede handklauwen zijn klein.
De achterpoten zijn relatief kort. Het dijbeen is korter dan het onderbeen. De bovenste kootjes van de tweede teen zijn de langste van de hele voet. Het voorlaatste kootje van de vierde teen is langer dan de bovenliggende kootjes. De voetklauwen zijn vrij recht en korter dan de direct bovenliggende kootjes. De bultjes voor de pezen van de krommende spieren liggen tamelijk hoog wat wel gezien wordt als een aanwijzing dat er geen zwemvliezen aan de voeten zaten.

### Veren
Het verenkleed is slecht bewaard gebleven. Eén slagpen van de hand is duidelijk zichtbaar met een lengte van 106 millimeter. Een scan door een elektronenmicroscoop toonde in de veren de aanwezigheid van eumelanosomen, organellen die wijzen op de aanwezigheid van zwart pigment.

## Fylogenie
Changzuiornis werd in de Ornithurae geplaatst, in de zin van afgeleide Ornithuromorpha. Een cladistische analyse had tot uitkomst dat Changzuiornis zich boven de klade van Yanornis en onder de klade van Gansus in de evolutionaire stamboom bevond.

## Levenswijze
Men onthield zich opzettelijk van het geven van een verklaring voor de lange snavel van Changzuiornis omdat men de mate van beweeglijkheid van de bovenkaak, door middel van een prokinese ten opzichte van het achterdeel van de schedel, onduidelijk achtte. De gebruikelijke interpretatie van lange kromme snavels, het zoeken naar voedsel in de modder, werd dus vermeden. Pas later in het Krijt duiken vogels met een nog langere snavel op; deze zijn viseters.